# Паравертебрална линија
Паравертебрална линија (лат. Linea paravertebralis) позната и као параспинална линија једна је од оријентационих линија у анатомији на задњој страни тела која служи за ближе одређивање положаја појединих органа на телу. Сматра се да је одређивање ове линије могуће само путем рендгенографије.

## Анатомија
Паравертебрална линија пролази кроз врхове попречних наставака свих кичмених пршљенова (лат. processus transversus vertebrae).

## Патоанатомија
Десна паравертебрална линија може бити бочно померена следећим патолошким процесима у задњем медијастинуму:
- остеофити
- медијастиналне наслаге  масти
- патологија задњег медијастинума или кичме:
  - хематом: чест код трауматских прелома пршљенова
  - малигнитет: посебно неурогени тумори
  - инфекција
  - лимфаденопатија
  - екстрамедуларна хематопоеза